# Axel Görlach
Axel Görlach (geboren 1966 in Kaufbeuren) ist ein deutscher Autor und Lyriker.

## Leben und Werk
Axel Görlach studierte zunächst in Nürnberg Pädagogik, dem folgte ein Studium der Philosophie und Neueren Deutschen Literaturgeschichte in Erlangen und Hagen, dann ein Studium des Deutschen als Fremdsprache und der Türkischen Sprache in Nürnberg und Istanbul. Seine Gedichte erhielten verschiedene Preise und wurden in zahlreichen Anthologien (unter anderem Jahrbuch der Lyrik, Versnetze 10 – 13) und Zeitschriften (unter anderem Erostepost, Konzepte, Der Maulkorb, Metamorphosen, Ostragehege) veröffentlicht. Außerdem arbeitet er als Fotokünstler. Heute lebt er als Autor von Lyrik und als Sprachlehrer für ausländische Jugendliche und Flüchtlinge in Nürnberg.

## Auszeichnungen
- 2008 – Wiener Werkstattpreis (1. Preis),[2] Preisträger beim Literaturwettbewerb der Literaturzeitschrift Kontro-Vers, Heidelberg (1. Preis), Preisträger beim Literaturpodium-Lyrikwettbewerb, Berlin (1. Preis), Preisträger beim Literaturwettbewerb „Skulpturenweg Kaufbeuren - zu den Skulpturen des Künstlers und Bildhauers Rudl Endriß“, Kaufbeuren
- 2010 – Preisträger beim XII. Irseer Pegasus (3. Preis)[3]
- 2011 – Finalist beim 4. Literaturwettbewerb Wartholz[4]
- 2013 – Nominierung für die 1. Lesung zum Lyrikpreis München,[5] Preisträger beim Literaturwettbewerb Blaues Blatt
- 2014 – Feldkircher Lyrikpreis (1. Preis)[6]
- 2019 – Nominierung für den Polly-Preis für politische Lyrik,[7] Preisträger beim Poeten-Wettbewerb des Pegnesischen Blumenordens (1. Preis)[8]
- 2020 – erostepost-Literaturpreis (1. Preis), Salzburg 2020[9]

## Publikationen
- 2009 Leben gezeichnet, Lyrik, fza Verlag, Wien
- 2015 Lichtstill, Lyrik, Edition Art Science, Wien, St. Pölten ISBN 978-3-902864-43-7
- 2021 weil es keinen grund gibt für grund; Gedichte, edition keiper, Graz, ISBN 978-3-903322-33-2
- 2025 halsermohnz, Gedichte, Black Ink Lyrik, ISBN 978-3-930654-78-9